# Макрина Старија
Света Макрина је баба светог Василија Великог, Григорија Ниског и Макрине Млађе. Живела је хришћанским животом. Света Макрина је била ученица светог Григорија Неокесаријског чудотворца. За време владавине цара Диоклецијана напустила је свој дом, и крила се по шумама и пустињама са својим мужем, Василијем. Њихово имање је конфисковано, али они нису због тога жалили. Лишени свега настанили су се у једној шуми, где су провели седам година. У хришћанској традицији помиње се да су се по Божјем Промислу козе спуштале са планине и храниле их млеком. Обоје су преминули у IV веку после многих страдања због вере у Христа.
Српска православна црква слави је 30. маја по црквеном, а 12. јуна по грегоријанском календару.